# Pedicularis henryi
Pedicularis henryi är en snyltrotsväxtart som beskrevs av Carl Maximowicz. Pedicularis henryi ingår i släktet spiror, och familjen snyltrotsväxter. Inga underarter finns listade i Catalogue of Life.